# Paul Kalisch

Paul Kalisch

Paul Kalisch (* 6. November 1855 in Berlin; † 27. Januar 1946 in St. Lorenz, Oberösterreich) war ein deutscher Opernsänger (Tenor).

## Leben
Paul Kalisch war eines der fünf Kinder des jüdischen Schriftstellers und Gründer des Kladderadatsch David Kalisch und seiner Frau Sophia. Kalisch sollte eigentlich Architekt werden, änderte seine Pläne jedoch, nachdem er bei einem Treffen im Haus seines Schwagers Paul Lindau einige Lieder von Franz Schubert und Richard Wagner vorgetragen hatte und daraufhin von der anwesenden Adelina Patti auf eine Karriere an der Oper angesprochen wurde. Kalisch reiste kurz darauf nach Italien, um dort bei Leoni und Giovanni Battista Lamperti Gesang zu studieren. 1880 gab er in Varese als Edgardo in der Oper Lucia di Lammermoor sein Debüt. Nach einer sehr erfolgreichen Tour durch Italien und Spanien sang er 1883 an den königlichen Opernhäusern in München, Berlin und Wien, außerdem an den Stadttheatern in Hamburg, Leipzig und Köln.
1888 heiratete Kalisch die Sopranistin Lilli Lehmann und reiste nach London, wo er in Tristan und Isolde auftrat. Nach dem Ende dieses Engagements zog Kalisch in die Vereinigten Staaten, wo er vier Spielzeiten an der Metropolitan Opera in New York sang und zwei Spielzeiten mit Anton Seidl durch Amerika tourte.
Nach seiner Rückkehr nach Europa und einer Deutschlandtournee folgten Engagements in Wien, Budapest, Paris und London. Seinen größten Erfolg feierte er allerdings in Wiesbaden bei den dortigen Festspielen, als er vor der königlichen Familie auftrat. Kurz darauf wurde er von Ernst II. von Sachsen-Coburg-Gotha zum Kammersänger ernannt.
Ebenfalls nach seiner Rückkehr trennte er sich von seiner Frau, doch ohne sich scheiden zu lassen. 1904 sang er nochmals mit ihr an der Grand Opéra Paris. Seinen Lebensabend verbrachte er in der von seiner Frau erbauten Villa in St. Lorenz am Mondsee.